# Mainhausen
Mainhausen – miejscowość i gmina w Niemczech, w kraju związkowym Hesja, w rejencji Darmstadt, w powiecie Offenbach, licząca 9104 mieszkańców (30 czerwca 2015).

## Współpraca
Miejscowości partnerskie:
- Pöls, Austria
- Schwerstedt, Turyngia